# 7586 Bismarck
7586 Bismarck è un asteroide della fascia principale. Scoperto nel 1991, presenta un'orbita caratterizzata da un semiasse maggiore pari a 2,7831181 UA e da un'eccentricità di 0,1885157, inclinata di 6,85745° rispetto all'eclittica.